# La violència i el sagrat
La violència i el sagrat (en francès: La Violence et le sacré) és un llibre de 1972 de l'antropòleg francès René Girard.
Girard va ser guardonat amb el Premi de l'Acadèmia Francesa per aquest llibre, que va escriure mentre era professor de la Universitat Estatal de Nova York a Buffalo.
Chris Fleming comenta que La violència i el sagrat, "representa la primera etapa important de l'exploració de Girard de les ramificacions de la seva teoria del desig mimètic en relació amb l'antropologia, la tragèdia grega i la mitologia."
Norman O. Brown va escriure que La violència i el sagrat està influenciada per l'obra de Georges Bataille, i considera que l'objectiu és espantar la gent perquè torni a la religió ortodoxa.